# 바루나
바루나 (/ˈvɜːrʊnə, ˈvɑːrə-/; 산스크리트어: वरुण, IAST: Varuṇa)는 힌두교의 신이다. 그는 만신전에서 가장 초기의 신들 중 한 명으로, 베다 시대부터 푸라나 힌두교 시대에 이르기까지 그 역할에 상당한 변화를 겪었다. 초기 브라만교 시대에 바루나는 하늘을 다스리고 신성한 권위를 구현하는 신-주권자로 여겨진다. 그는 또한 아수라의 왕으로 언급되며, 아디트야라고 불리는 천상 신들의 집단의 우두머리로 봉사하면서 데바의 지위를 얻었다. 그는 진실과 르타, 즉 우주적 및 도덕적 질서를 유지하며, 별들이 그의 감시하는 눈이나 스파이를 상징하는 전지전능한 윤리적 심판자로 불렸다. 미트라와 자주 짝을 이루는 바루나는 주권의 마법적이고 사변적인 측면을 대표하며, 신과 인간 사이의 관계를 감독한다.
베다 시대에서 후기 시대로의 전환은 바루나의 영역이 창공에서 물로 바뀌기 시작했음을 보여준다. 그는 천상의 물과 관련되면서 그의 변모의 초기 단계를 나타냈다. 이티하사-푸라나 시대에 이르러 바루나는 바다, 강, 개울, 호수를 다스리는 모든 물의 군주로 변모했다. 그리스 신화의 포세이돈처럼 장엄한 수중 궁전에 거주하는 것으로 묘사되며, 강가와 야무나와 같은 강 여신들의 시중을 받는다. 바루나의 이전 패권은 약화되었고, 그는 서쪽 방향의 수호신인 디크팔라로서 더 작은 역할로 격하되었다. 그는 마카라 (악어 같은 생물)를 타고 파샤 (올가미, 밧줄 고리)와 물병을 손에 들고 있는 젊은 남자로 묘사된다. 그는 여러 아내와 자녀를 둔 것으로 묘사되며, 후자 중 가장 주목할 만한 인물은 현자 바시슈타와 아가스티야이다.
바루나는 타밀어 문법서인 톨카피암에서도 바다와 비의 신 카달론으로 언급된다. 그는 일본 불교 신화에서 스이텐으로 발견된다. 그는 또한 자이나교에서도 발견된다.

## 어원
힌두교 전통에서 신명 바루나 (데바나가리 문자: वरुण)는 접미사 -uṇa-를 통해 동사 어근 vṛ ("둘러싸다, 덮다" 또는 "억제하다, 묶다")에서 파생된 것으로 설명되는데, 이는 세계를 둘러싸는 우주적 바다나 강을 지칭하는 "덮거나 묶는 자"라는 이름의 해석을 위한 것이지만, 보편적인 법 또는 르타에 의한 "묶임"을 지칭하기도 한다.
조르주 뒤메질(1934)은 가장 초기 인도유럽 신화 문화 수준에서 바루나와 그리스 신 우라노스의 동일성에 대한 신중한 주장을 제기했다.
우라노스라는 이름과 산스크리트어 바루나의 어원적 동일성은 두 이름 모두 "묶음"의 의미를 가진 원시 인도유럽어 어근 *ŭer에서 파생되었다는 점에 기반을 둔다. 즉, 인도의 왕-신 바루나는 악한 자를 묶고, 그리스의 왕-신 우라노스는 키클롭스를 묶는다. 이 그리스어 이름의 파생은 이제 어근 *wers- "축축하게 하다, 떨어뜨리다" (산스크리트어 vṛṣ "비가 오다, 붓다")에서 파생되었다는 주장이 널리 받아들여지고 있다.

## 베다

### 삼히타

#### 리그베다
가장 오래된 힌두교 경전인 리그베다(기원전 1900~1200년경)에서 바루나는 가장 저명한 신들 중 한 명으로, 1.25, 2.27~30, 7.86~88, 8.8, 9.73을 포함한 수많은 찬가에 등장한다. 자주 언급되지만, 그는 단 열 개의 찬가에서만 중심적으로 다루어진다. 바루나는 네 가지 주요 측면으로 묘사된다. 즉, 보편적인 군주이자 하늘의 주권자, 르타(우주 질서)의 수호자, 물(아파)과 관련된 신, 그리고 마야(우주적 환상 또는 창조력)의 소유자이다.
리그베다는 바루나를 하늘의 신왕으로 묘사한다. 그는 순수한 힘을 가진 신성한 왕(삼라즈)으로 묘사되며, 천상에 머물며 빛나는 광선을 지탱한다. 그는 태양의 길을 창조했다고 알려져 있으며, 고통을 없애고, 죄에서 벗어나게 하며, 악(니르리티)으로부터 보호해 달라고 불린다. 그의 영역에는 그의 신성한 명령을 따르는 별자리와 달의 움직임이 포함된다. 그의 전지전능함은 그의 정체성에 중심적이다. 그는 천상의 스파이를 통해 모든 행동을 관찰하며, 천 개의 문이 있는 궁전의 황금 왕좌에 앉아 있는데, 이는 그의 광범위한 인식과 권위를 상징한다.
리그베다 1.25에서 바루나는 새의 길, 배와 바람의 움직임, 시간과 공간의 비밀을 이해하는 능력으로 칭송받는다. 찬가는 그를 신성한 것과 세속적인 것 모두를 친밀하게 아는 주권적인 신으로 묘사한다. 리그베다 10.123에 따르면, 바루나의 사자는 히라냐파크샤(황금 날개를 가진 새)로 묘사되는데, 어떤 이들은 이 새를 플라밍고에 대한 언급으로 해석하며, 이는 그들의 화려한 깃털과 물가 서식지와의 근접성을 근거로 한다. 독수리 또한 야마의 사자로 언급되며, 두 새 사이의 상징적 유사성을 시사한다.
바루나의 가장 중요한 역할은 르타를 시행하는 것이다. 르타는 자연 세계와 인간 행동을 모두 지배하는 우주적 및 도덕적 질서이다. 리그베다 VII.11.1 및 II.29.8과 같은 찬가는 그를 진실의 경계하는 수호자로 제시하며, 위반자에게는 벌을 주지만 회개하는 자에게는 자비를 베푼다. 살인, 기만, 도박에 대한 윤리적 지침은 그의 영역과 연결되어 있다. 그의 명령은 산처럼 흔들리지 않는 것으로 묘사된다. 르타와 밀접하게 관련된 개념인 브라타(신성한 맹세)와 다르만(의무, 법)은 바루나와 자주 연관된다. 이 맥락에서 브라타는 신성한 명령과 윤리적 명령을 모두 의미하며, 다르만은 희생적 법 또는 도덕적 행동을 의미한다. 바루나는 이에 따라 리반("도덕 질서의 안내자")과 푸타닥샤("순수한 의지의 소유자")라고 불린다.
죄(ṛṇa)는 바루나의 질서 위반으로 개념화되며, 종종 인간의 나약함에 기인한다. 찬가는 개인적인 잘못뿐만 아니라 조상들의 죄에 대한 회개도 표현하는데, 이는 유전되는 죄책감에 대한 초기 사상을 시사한다. 처벌자의 역할에도 불구하고, 바루나는 종종 용서, 악으로부터의 보호, 두려움과 꿈으로부터의 해방을 위해 불린다. 그는 죄를 처벌하는 무기와 함께 "천 가지의 치료법"을 가진 재판관이자 치료사로 묘사된다.
바루나와 물의 연관성은 우주론적이며 상징적이다. 그는 창조의 모체인 원초적인 물인 아파스를 주재한다. 리그베다 VII.49.4와 같은 찬가는 이 물을 천상의 정화수로 묘사한다. 바루나는 또한 미트라와 함께 신두-파티("대양의 군주")라고도 불린다. 이 물은 우주의 근원이며, 창조의 자궁이자 신성한 에너지 역할을 한다. 후기 베다 문헌에서는 비라즈라고 불리는 물이 바루나의 배우자로 묘사되며, 프라크리티(원초적인 물질)를 나타내고, 바루나 자신은 후에 악마적 함의 없이 "마야의 소유자" 또는 생명력을 의미하는 아수라라고 불린다.
바루나의 마야(그의 신성한 창조력) 사용은 리그베다의 반복되는 주제이다. 이는 우주를 형성하고 르타를 시행하는 그의 능력을 나타낸다. 만다라 VIII의 찬가는 그가 밤을 품고 태양으로 지구를 측정한다고 묘사한다. 마야를 통해 바루나는 법의 집행자일 뿐만 아니라 우주 건축가가 된다.

##### 결합된 묘사: 미트라–바루나
바루나는 리그베다에서 눈에 띄게 나타나는 복합어인 미트라–바루나에서 미트라와 자주 짝을 이룬다. 그들은 함께 도덕적, 우주적 법을 주재하며, 의식, 비, 자연 순환과 연관되어 있다. 두 신 모두 아수라로 언급되지만(예: RV 5.63.3), 데바로도 불린다(예: RV 7.60.12). 이는 유동적인 신학적 역할을 반영한다. 신화에 따르면, 아수라의 왕이었던 바루나는 브리트라를 물리친 인드라가 부과한 원초적 우주의 구조화 이후 데바로 받아들여지거나 전환했다.
미트라–바루나는 빛나는 옷을 입은 젊은 군주로 묘사되며, 천 개의 기둥과 문이 있는 황금 궁전에 거주한다. 그들은 강, 비, 천상 질서의 군주이며, 이슬과 풍부한 물을 보내고, 거짓을 질병으로 처벌한다. 그들의 태양은 그들의 "눈"으로 묘사되며, 그들의 우주 전차는 태양 광선을 통해 하늘을 가로지른다. 신성한 스파이와 비밀 지식(마야)을 소유한 그들은 르타를 유지하고 맹세와 사회 질서를 감독한다. 신화에 따르면, 현자 바시슈타와 아가스티야는 천상의 님프 우르바시를 본 후 그들이 항아리에 넣은 공유 정액에서 태어났다.
학자 도리스 스리니바산은 루드라-시바의 짝과 비교하며 미트라–바루나의 모호하고 이중적인 본질을 강조한다. 바루나와 루드라 모두 전지전능한 수호신으로 묘사되며, 분노와 은혜를 모두 베풀 수 있다. 리그베다 5.70에서는 미트라–바루나 쌍이 루드라라고 불리기도 한다. 새뮤얼 메이시와 다른 학자들에 따르면, 바루나는 기원전 2천년기에는 더 오래된 인도아리아 신이었지만, 힌두 만신전에서는 루드라에게 자리를 내주었고, 루드라-시바는 "시간을 초월하고 시간의 신"이 되었다.

#### 야주르베다
야주르베다(기원전 1200년경 ~ 800년경 이전)에서 바루나는 르타의 수호자이자 물의 주권자로서 그의 고귀한 지위를 유지한다. 그는 위반자에게 그의 올가미(파샤)를 던지는 도덕적 감독자로 묘사되며, 재판관이자 치료자로 불린다. 그의 역할은 건강과 의학을 포함하도록 확장되며, 그는 "의사들의 수호신"으로 언급된다. 바자사네이 삼히타(21.40)에서 그는 "백 가지, 천 가지의 치료법"을 소유한 것으로 묘사되는데, 이는 그를 약초 및 치유와 연결시킨 이전  리그베다 찬가와 일치한다. 그의 능력과 "모든 포괄적인 지식"과의 연관성은 아타르바베다(기원전 1000년경)에서도 발견된다.
바루나는 순수하고 자양하며 모성적인 천상의 물에 거주한다. 이 물은 아디티—우주적 어머니이자 창조력—와 연결된 마하찰릴람(위대한 물)과 동일시된다. 이 물의 군주로서 바루나는 우주적 법, 창조, 보호의 상징이 된다. 물은 물리적 현상뿐만 아니라 현실의 형이상학적 토대도 나타낸다.
그의 법과 양심과의 연관성은 죄인을 묶는 "세 가지 속박"—구름, 번개, 천둥과 같은 자연력으로 해석되는—과 같은 이미지를 통해 지속되며, 이는 육체적, 도덕적 결과를 상징한다. 숭배자들은 이러한 속박으로부터의 해방과 르타와의 화해를 기도한다. 이전 텍스트에서와 마찬가지로 바루나는 정의와 자비를 모두 구현하며, 두려움과 헌신의 혼합으로 숭배된다.
야주르베다 8.59에는 다음과 같이 명시되어 있다. “사실 바루나는 비슈누이며 비슈누는 바루나이므로, 이 신들에게 상서로운 공물을 바쳐야 한다.” 이는 신성한 역할의 식별에 있어 신학적 유동성을 반영하며, 바루나가 더 넓은 베다 만신전에 통합되었음을 강조한다.
의례적으로 바루나는 서쪽과 연관되어 있으며, 밤의 은폐와 지배를 상징하는 흰 발을 가진 검은 숫양이 희생 제물로 바쳐진다.

#### 사마베다
사마베다(기원전 1200년경 ~ 1000년경)에는 바루나를 직접적으로 다루는 원시 구절은 없지만, 그에게 바쳐진 리그베다 찬가들이 사만 선율로 각색되어 의례적인 숭배에서 그의 지속적인 숭배를 나타낸다.

#### 아타르바베다
아타르바베다(기원전 1200년경 ~ 900년경)에서 바루나의 묘사는 이전 묘사와 연속성을 유지하면서도 발전한다. A.A. 맥도넬과 같은 학자들은 바루나가 여기서는 "보편적 통치자로서의 힘을 박탈당한" 상태로 나타난다고 제안했지만, 다른 해석들은 이 견해에 이의를 제기한다. 바루나의 역할은 쇠퇴하기보다는 더 형이상학적이고 도덕적인 존재로 전환되며, 물은 그의 정체성의 핵심 요소로 남아 있다.
아타르바베다의 물(아파)은 황금빛을 띠고 순수하며 신성한 것으로 묘사된다. 이들은 물리적 물질뿐만 아니라 사비트르와 아그니와 같은 신들을 낳는 창조의 자궁으로 기능한다. 이 물은 생성의 원리를 구현하며, 바루나는 그들의 군주로서 그들로부터 나오는 우주적 과정을 다스린다.
바루나에게 바쳐진 가장 저명한 찬가 중 하나는 제4권 16장으로, 그의 전지전능함과 도덕적 감시를 강조한다. 그는 "천 개의 눈을 가진 스파이"를 소유하여 모든 인간의 행동을 관찰한다고 한다. 그의 감독은 지구와 하늘을 넘어 보이는 우주 너머의 영역까지 확장된다. 바루나가 세상을 주사위를 던지는 도박꾼처럼 통제한다는 은유는 운명과 법에 대한 그의 지배를 보여준다.
이 찬가는 아타르바베다의 의례적 초점과 일치하는 마법적이고 저주적인 주제를 도입한다. 그러나 신학적 깊이는 그대로 유지된다. 바루나는 분노가 아니라 르타를 유지하는 그의 우주적 의무를 이행하기 위해 부도덕을 처벌한다. 그의 도덕적 권위는 편재하며 피할 수 없는 것으로 묘사된다. 여기서 바루나의 도덕적 권위는 악인에게 던지는 영적인 올가미(파샤)를 통해 법을 시행하는 그의 역할에 의해 강화된다.
아타르바베다의 주목할 만한 발전은 처벌자와 용서자로서 바루나의 이중적 본질에 대한 명시적인 설명이다. 제1권 10장에서, 한 사제는 죄인의 해방을 간청하는데, 이는 죄가 무지나 거짓으로 인해 발생할 수 있으며 참회를 통해 용서받을 수 있다는 사상을 반영한다. 이는 진정한 회개를 통해 신성한 은총을 얻을 수 있다는 정교한 도덕 신학을 보여준다.
막스 뮐러는 이 이원성을 칭찬하며, 바루나를 초기 인도아리아 종교에서 신학적으로 가장 진보된 구성물 중 하나로 보았다. 하늘의 이미지에 뿌리를 두면서도 윤리적, 우주적 차원을 부여받은 바루나는 초월적이면서도 인간의 양심과 밀접하게 연결되어 있다.
바루나는 다시 마야의 주인인 마인으로 식별되며, 원래 의미의 "군주" 또는 "강력한 자"라는 뜻의 아수라라고 불린다. 이는 그가 아수(생명력)를 소유하고 있으며 가시적인 세계를 인도하는 보이지 않는 힘으로서의 그의 역할을 강조한다. 그러나 아팜 아디파티—물의 군주—로서의 그의 정체성은 변함없이 유지된다. 순수, 치유, 우주적 잠재력을 상징하는 물은 아타르바베다에서 생명과 질서의 수호자로서의 그의 지위를 강화한다.

### 브라마나
브라마나 문헌에서 바루나는 르타(우주 질서)의 주권자로서의 베다적 위상을 유지하며, 특히 도덕적 및 의례적 법과 관련된다. 샤타파타 브라마나는 바루나를 의례적 정확성 위반을 그의 올가미(파샤)와 끈으로 처벌하는 신으로 자주 묘사하며, 이는 우주적 및 윤리적 결과를 상징한다.
바루나프라가사(Varunapraghasa)라는 중요한 의식이 자세히 설명되어 있다. 우기에 행해지는 바루나프라가사 희생제는 우주적 법과 관련된 바루나를 강조하며, 법규 위반은 은유적으로 "바루나의 보리를 먹는" 것으로 묘사되어 신성한 처벌로 이어지지만, 의식을 통해 구원으로 가는 길도 제공한다. 바루나의 이중적 본성은 흰색 보리(빛과 통일을 상징)와 검은 쌀(법의 징벌적 측면을 나타냄)의 제물에 반영되어, 통일자이자 심판자로서의 그의 역할을 보여준다. 따라서 바루나의 기능은 두 가지이다. 그는 우주적 및 사회적 법을 시행하고, 희생을 통해 속죄를 허락한다.
타이티리야 브라마나는 바루나가 진실(사트야)과 거짓(아누르타)을 경계함을 강조하며, 기만에 대한 즉각적인 보복을 강조한다. 그는 우주적 물(아파), 진실(사트야), 어둠과 동일시되며, 이 모든 것은 창조와 도덕성(88–90쪽)의 이중적 측면을 반영한다. 바루나는 또한 삼바차라—우주적 해—로 묘사되며, 프라나(생명 호흡), 아그니(불)와 관련이 있고, 라자수야 즉위식에서 왕권을 쥐고 있는 자로 묘사된다.
철학적 구절들은 바루나가 우주를 감싸고 있다고 묘사하며, 이는 창조를 덮고 스며드는 우주적 물과 유사하다. 이 감싸는 측면(var)은 그의 이름의 어원적 근거를 형성하며, 그를 형이상학적 원리이자 신성한 입법자로 묘사한다.

### 아란야카
아란야카에서 바루나에 대한 언급은 제한적이지만 개념적으로 심오하다. 아이타레야 아란야카는 최고 존재의 마음(마나스)을 통한 바루나와 우주적 물의 창조를 설명한다. 물과 바루나는 믿음을 생산하고 법(다르마)을 통해 자손을 보존함으로써 그들의 창조주를 섬긴다고 한다.
이 철학적 묘사는 바루나를 우주의 원초적 물질인 프라크리티와 일치시키며, 그가 물처럼 생성의 주체—최고 존재의 창조적 욕망의 순간에 출현하는—임을 시사한다. 따라서 아란야카는 바루나를 단순히 신으로 다루는 것이 아니라 존재의 질서와 잠재력을 나타내는 형이상학적 상징으로 다룬다.

### 우파니샤드
우파니샤드에서 형이상학적 강조는 일원론으로 이동하며, 바루나는 종종 브라흐만, 즉 최고 현실의 개념에 흡수된다. 개별 신들은 통일된 자아(아트만)를 위해 독립적인 신학적 지위를 잃지만, 바루나는 여전히 상징적이고 교육적인 인물로 사용된다.
바루나는 초기 우파니샤드에서도 언급되는데, 그의 역할은 진화한다. 예를 들어 브리하다란야카 우파니샤드의 3.9.26절(기원전 800년경)에서는 그가 서쪽 영역의 신으로 언급되지만, 그의 거처는 물이고, 그의 세계는 심장이며, 영혼은 불이고, 그의 빛은 마음이다. 이는 그를 자아와 내면적 지식을 통한 자아 실현의 중개적 상징으로 확립한다. 물에서 시작하여 심장으로 끝나는 우주론적 계층은 모든 것이 최고 존재의 마음속의 욕망(카마)에서 비롯됨을 나타내는 데 사용된다. 카타 우파니샤드에서 아디티는 대지의 여신과 바루나와 미트라 및 다른 베다 신들의 어머니와 동일시된다.
찬도기야 우파니샤드는 바루나를 의례 기도에 포함시키고 그를 생계와 순수의 근원으로 언급한다. 마이트리 우파니샤드는 그를 내면의 자아(아트만)의 많은 현현 중 하나로 묘사하며, 우파니샤드 세계관의 관념론적 존재론에서 그의 위치를 인정한다.
바루나는 타이티리야 우파니샤드에서 현자 브리구에게 브라흐만을 설명하는 바루니로 언급된다. 브리구 발리의 첫 여섯 아누바카는 바르가비 바루니 비디야라고 불리는데, 이는 "브리구가 (그의 아버지) 바루니로부터 얻은 지식"을 의미한다. 이 아누바카에서 현자 바루니는 브리구에게 브라흐만의 흔히 인용되는 정의 중 하나로, "존재들이 기원하고, 그것을 통해 살며, 죽은 후에 다시 들어가는 것, 그것을 탐구하라. 왜냐하면 그것이 브라흐만이기 때문이다"라고 조언한다. 이 현실과 존재의 주제적이고 포괄적이며 영원한 본질은 브리구가 내성(內省)을 강조하는 기초가 되어, 영적 자아 지식의 가장 깊은 핵심에 도달하고 실현하기 위해 지식의 외부 껍질을 벗겨내는 데 도움을 준다.

## 이티하사-푸라나

### 마하바라타

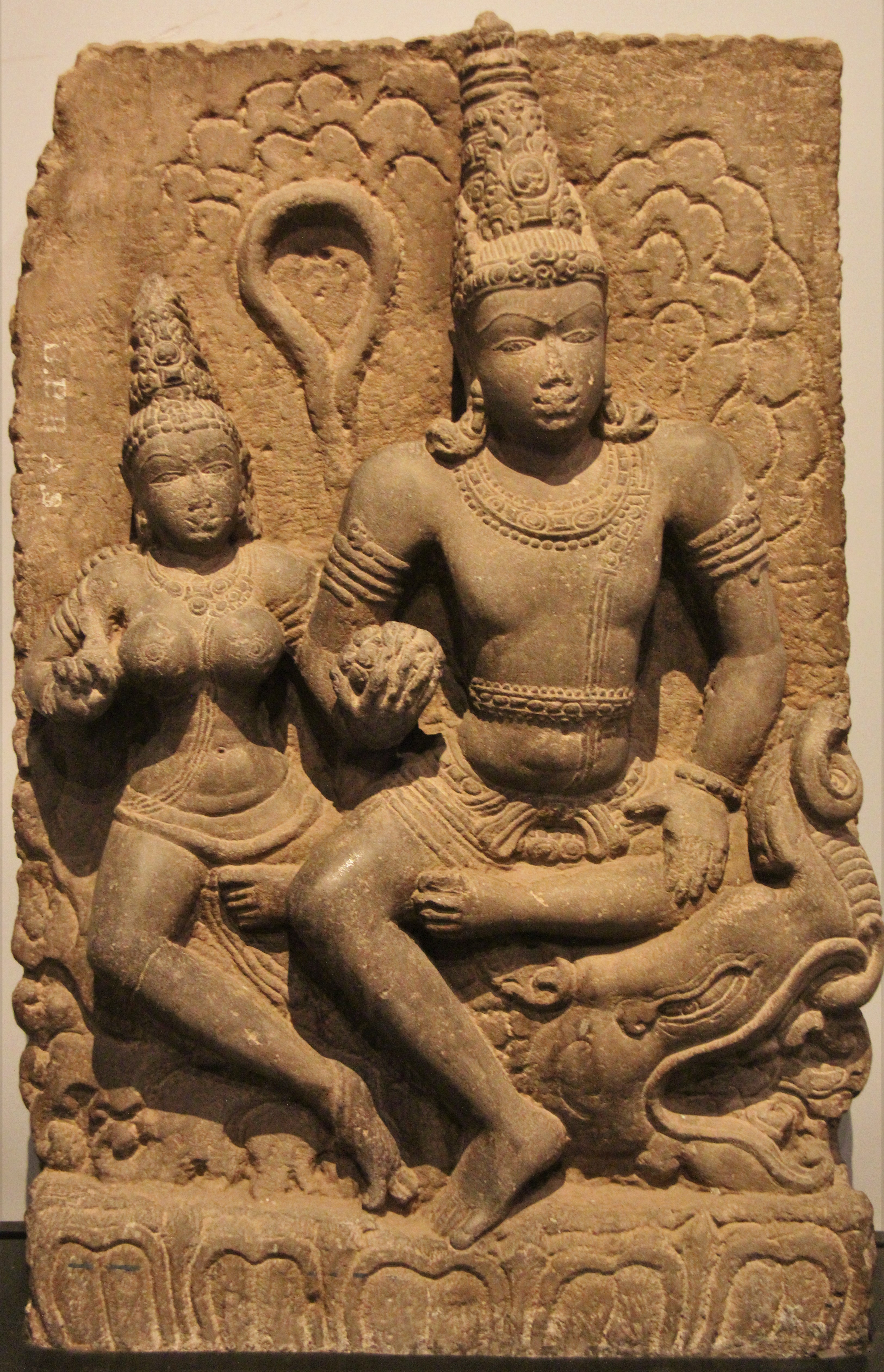
바루나와 그의 왕비. 현무암으로 조각된 8세기 유물로, 카르나타카에서 발견되었다. 현재 뭄바이의 웨일스 공 박물관에 전시되어 있다.

대서사시 마하바라타(기원전 400년경 – 서기 400년경)에서 바루나는 초기 베다 시대의 묘사에서 주목할 만한 변화를 겪는다. 그는 더 이상 최고의 하늘 신이나 우주 질서와 도덕을 관장하는 전능한 주권자로 묘사되지 않지만, 미트라와의 짝은 유지된다. 이 서사시는 르타(우주 질서) 및 윤리적 감독과의 이전 연관성을 잊고, 대신 새로운 신화적 틀 내에서의 그의 역할을 강조한다.
바루나는 여전히 아디티의 아들이자 12 아디트야 중 다섯 번째로 식별되지만, 그의 지위는 로카팔라 또는 방향의 수호신 중 하나로 격하된다. 특히 서쪽 방향을 주재하는데, 이는 지는 해와 어둠 및 밤을 상징적으로 나타낸다. 이 맥락에서 바루나의 아버지인 카샤파는 바루나를 강, 호수, 바다를 포함한 모든 형태의 물의 주권자인 살릴레스바라로 임명했다.
물신으로서 바루나는 청금석처럼 아름답고 광채를 지닌 것으로 묘사된다. 물(아파)이 깊은 철학적, 형이상학적 의미를 지녔던 이전 문헌과는 달리, 마하바라타는 물을 더 문자적인 의미로 제시한다. 바루나는 우도요가 파르바에 생생하게 묘사된 바와 같이, 해양 영역(사무드라)인 나가로카에 위치한 순백색의 웅장한 궁전 아래 물속에 거주한다. 그곳에서 그는 빛나는 의상을 입고 빛나는 보석으로 장식한 채 왕비와 함께 왕좌에 앉아 있으며, 나가, 다이트야, 사드야, 그리고 강가와 야무나를 포함한 강의 여신들과 같은 수생 생물들에 둘러싸여 있다. 사바 파르바에 따르면, 바루나는 또한 창조신 브라흐마의 천상 회의에도 참석한다.
마하바라타는 바루나의 개인 생활을 확장한다. 그의 주요 왕비는 보통 바루니로 식별되며, 그녀는 그의 수중 궁전에서 그와 함께 묘사된다. 우도요가 파르바는 그의 사랑하는 아내를 가우리라고 언급하며, 아디 파르바는 그의 배우자를 슈크라의 맏딸인 제야슈타 또는 데비라고 부른다. 제야슈타와 함께 바루나는 아들 발라와 딸 수라 (와인 여신)를 낳았다고 한다. 바나 파르바는 반딘을 바루나의 또 다른 아들로 언급한다. 우도요가 파르바는 또 다른 아들인 푸슈카라를 추가하는데, 그는 찬드라 신의 딸과 결혼했다. 우도요가 파르바에서는 바루나가 강 여신 파르나샤와의 사이에서 칼링가 왕—슈루타유다—의 아버지가 되었다고도 명시되어 있다. 바루나는 또한 파르나샤의 기도에 응답하여 슈루타유다에게 신성한 곤봉을 주었다.
마하바라타는 또한 바루나의 상징적인 무기인 파샤(올가미)를 언급하지만, 베다 전통에서 지녔던 상징적인 사법적 무게는 없다. 그는 간략하게 파샤브리트, 우그라파샤, 파신, 파샤반으로 언급되며, 올가미는 그의 신성한 속성 중 하나로만 나타난다.
바루나는 서사시 전반에 걸쳐 여러 서사 에피소드에 등장한다. 아디 파르바는 칸다바숲을 불태우는 동안 바루나가 아르주나에게 천상의 활 간디바, 무궁무진한 화살통, 원숭이 깃발 전차를 선물했으며, 크리슈나에게는 곤봉 카우모다키를 주었다고 전한다. 나중에 마하프라스다니카 파르바에서 아르주나는 간디바를 바다에 던져 바루나에게 돌려주었다.
아디 파르바의 또 다른 에피소드에서는 바루나가 현자 웃타티야의 아내인 바드라를 납치한 이야기를 전한다. 이에 웃타티야는 바루나가 그녀를 돌려줄 때까지 바다를 말려버렸다. 같은 문헌에서는 카샤파가 희생 제물을 위해 바루나의 신성한 소(호마데누)를 가져갔을 때, 바루나와 브라흐마가 그를 목동으로 다시 태어나도록 저주했다고도 서술한다. 샬리야 파르바는 바루나가 야무나티르타에서 라자수야 제사를 지냈고, 나중에 군신 스칸다에게 코끼리와 야마와 아티야마라는 두 명의 추종자를 제공했다고 명시한다.
다른 에피소드로는 바루나가 현자 리치카에게 검은 귀를 가진 천 마리의 말을 주거나, 다른 신들과 함께 날라 왕을 시험하고, 날라에게 어떤 형태로든 변신할 수 있는 능력과 향기로운 꽃으로 만든 화환을 주었다는 이야기가 있다. 드로나 파르바는 또한 바루나가 한때 크리슈나와의 전투에서 패배했는데, 이는 서사시 전통에서 신들 간의 계층이 진화하고 있음을 나타낸다.

### 라마야나

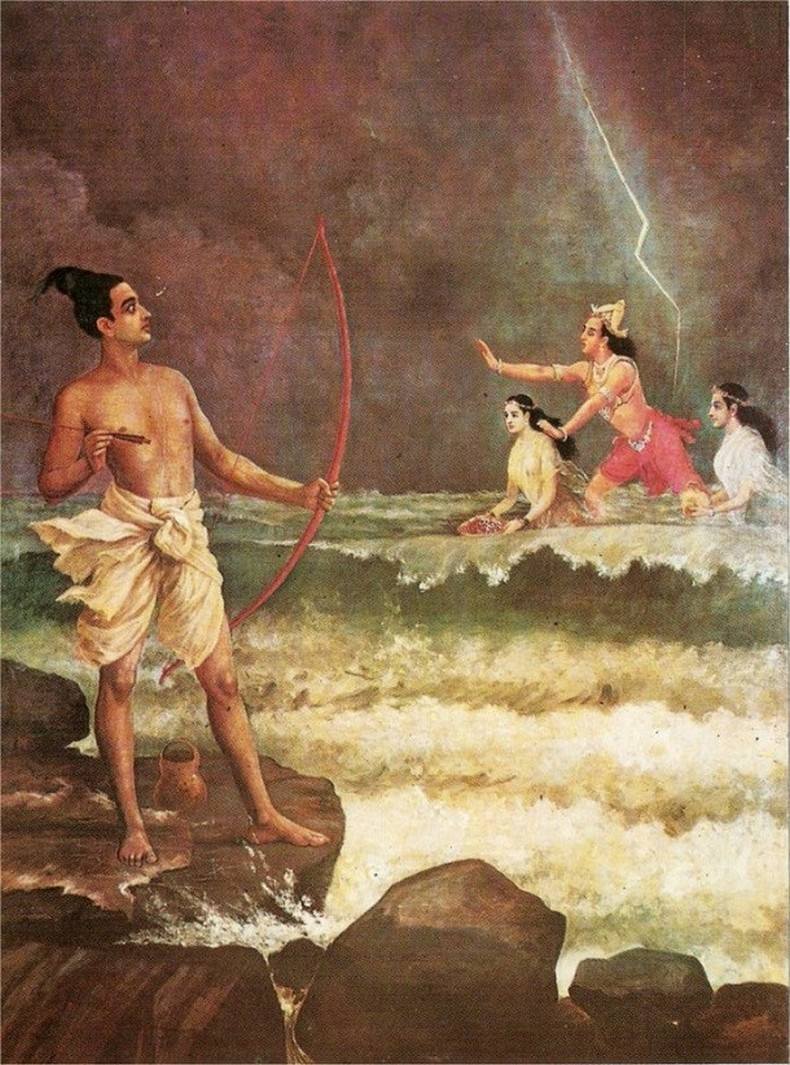
라자 라비 바르마의 라마가 바다의 교만을 정복하는 그림. 바루나는 바다 깊은 곳에서 솟아올라 라마에게 용서를 구하는 모습으로 묘사되어 있다.

마하바라타와 마찬가지로, 또 다른 주요 서사시인 라마야나(기원전 300년경 - 서기 300년경)에서도 바루나는 주로 디크팔라이자 최고신 브라흐마에 의해 임명된 물의 신으로 묘사된다. 바루나는 초기 묘사보다 약한 모습으로 나타나는데, 비슈누의 아바타라인 주인공 라마와 악마 왕인 적대자 라바나에게 모두 압도당하거나 밀려나는 모습을 보인다.
바루나와 관련된 가장 잘 알려진 에피소드 중 하나는 유다 칸다에서 발생한다. 라마가 납치된 아내 시타를 구하기 위해 랑카 섬을 침공할 준비를 하면서, 대양을 건널 길을 찾는다. 라마는 대양의 군주인 바루나에게 사흘 밤낮으로 고행을 하지만 아무런 응답을 받지 못한다. 바루나가 처음에는 침묵을 지키자, 라마는 격노하여 브라흐마스트라를 포함한 자신의 신성한 무기를 사용하여 바다를 증발시키겠다고 위협한다. 그러자 바루나가 나타나 라마의 권위와 의로움을 인정한다. 그는 자신의 역할이 자연 질서의 수호자이므로 바다를 가를 수 없다고 설명하는데, 이는 자연의 균형을 깨뜨릴 것이기 때문이다. 대신, 바루나는 다리를 건설할 것을 제안하고, 노력을 돕기 위해 물을 안정시키겠다고 약속한다. 이 조언에 따라 라마는 바나라 건축가 날라에게 라마 세투로 알려진 다리를 건설하도록 맡긴다. 많은 자료들은 물의 신 바루나가 아닌 대양의 의인화된 존재인 사무드라가 라마를 만났다고 주장한다.
웃타라 칸다에서, 라마와의 상호작용보다 훨씬 이전에 발생한 사건으로, 라바나의 정복이 여러 왕국에 퍼질 때, 여러 신들이 발각을 피하기 위해 동물 형태로 변신하는데, 바루나는 백조의 형상을 취한다.
웃타라 칸다는 또한 현자 아가스티야와 바시슈타의 탄생을 이야기하는 신화에서 바루나와 미트라의 베다적 짝을 보존하고 있는데, 여기서 바시슈타의 역할은 환생으로 구성된다. 자신의 원래 몸을 잃은 후, 바시슈타는 미트라와 바루나의 생명 정수에 들어간다. 그때, 천상의 님프 우르바시가 바루나의 영역에 도착하는데, 그곳은 미트라가 일시적으로 지배하는 곳이다. 바루나는 그녀를 원하고, 우르바시도 화답하지만 미트라에게 한 이전의 약속에 묶여 있다. 이를 존중하여 바루나는 자신의 씨앗을 브라흐마가 만든 그릇에 넣는데, 이는 상징적인 성관계로서 이 행위를 신성하게 한다. 나중에, 우르바시의 분할된 충성심 때문에 미트라의 씨앗이 그녀의 자궁에서 같은 그릇으로 떨어진다. 미트라와 바루나의 결합된 씨앗을 담은 이 그릇에서 아가스티야와 바시슈타가 나타나며, 후자의 몸을 회복시킨다.
또한 라바나가 브라흐마로카에서 음악 행사에 참석하느라 그의 영역에 부재할 때, 라바나가 고와 푸슈카라를 포함한 바루나의 아들들과 손자들을 대면하고 물리친 기록이 있다. 라마야나에 언급된 바루나의 다른 자녀로는 미래에 라마를 돕기 위해 태어난 바나라 수셰나와 와인 여신 바루니가 있는데, 여기서는 수라 대신 바루니로 언급되며, 그녀는 바다 휘젓기 중에 나타나 데바와의 동반을 선택했다고 발라 칸다에 서술되어 있다.

### 푸라나

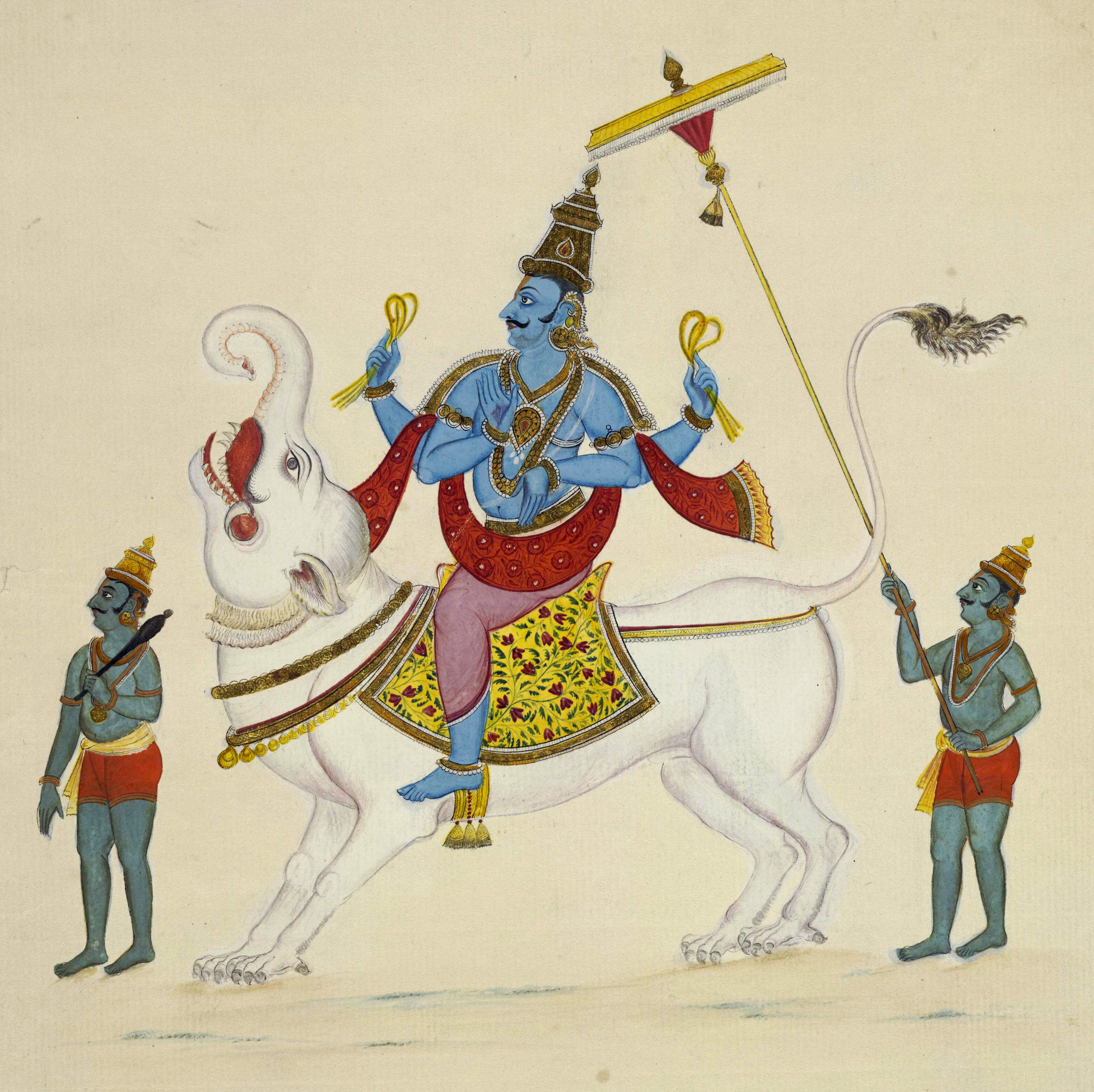
1820년경 종이에 수채화로 그린, 마카라와 시종들을 거느린 바루나

푸라나(대부분 서기 300년에서 1000년 사이에 저술됨) 시대에 이르러 인드라와 바루나와 같은 고대 베다 신들은 종종 권위와 위상이 약화된 것으로 묘사된다. 그들은 다른 신들, 특히 비슈누, 크리슈나, 시바에 종속되어 있는 것으로 자주 나타나며, 베다 시대와는 달리 이제는 악의적인 존재만을 의미하는 아수라들에 의해 때때로 굴욕을 당한다. 푸라나(대부분 서기 300년에서 1000년 사이에 저술됨)에서 바루나의 묘사는 서사시에서의 묘사와 전반적으로 일치하지만, 그의 신성한 속성과 역할은 더욱 상세하게 설명되며, 때때로 그의 베다적 연관성을 암시한다. 그는 계속해서 서쪽 방향의 섭정자이자 물의 원소의 수호자로 묘사된다.
후기 신화에서 그의 위상이 하락했음에도 불구하고, 바루나는 푸라나에서 상당한 도덕적 권위를 유지하며, 위반자를 처벌하고 진실과 우주적 법을 수호한다. 한 이야기에서는 아들을 얻기 위한 보시를 받은 후 바루나에게 한 서약을 이행하지 못한 하리시찬드라 왕이 마호다라(복부 팽만)에 걸리지만, 대체 공물을 통해 빚이 해결될 때까지 치료되지 않는다. 마찬가지로, 바루나는 난다가 불길한 시간에 신성한 물에 들어간 것을 처벌하지만, 크리슈나의 개입으로 그를 풀어주어 크리슈나의 우월한 권위를 인정한다. 바가바타 푸라나는 또한 바루나를 크리슈나에게 종속된 전사로 묘사하며, 올가미와 곤봉으로 무장한 채 인드라와 함께 신성한 전투에 참여한다. 한 에피소드에서 바루나는 크리슈나가 인드라의 궁전에서 파리자타 나무를 회수한 후 그와 맞서지만, 크리슈나의 탈것인 가루다에게 패배하여 후퇴한다. 다른 곳에서는 칼라네미와 같은 악마들과의 전투에서 바루나는 마른 바다처럼 움직이지 못하게 되며, 쿠잠바에 맞서서는 자신의 올가미로 악마의 팔을 묶고 곤봉으로 제압한다. 그는 또한 아수라 왕 마하발리를 묶은 것으로도 알려져 있다.
도상학적으로 바루나는 신화적인 바다 생물 마카라를 타고 손에 올가미(파샤)를 들고 있는 것으로 묘사된다. 그는 종종 바다 휘젓기 중에 나타났다고 전해지는 흰색 우산으로 장식되어 있으며, 조개껍데기 같은 또는 수정 같은 안색을 가지고 있고, 화환과 팔찌를 착용하고 있는 것으로 묘사된다. 마츠야 푸라나는 바루나의 도상학에 상당한 세부 사항을 할애한다. 그의 우상은 궁전 건축 전 바스투파사마남과 같은 의식에서 숭배되어야 하며, 진주, 연꽃, 쿠샤 풀을 바치는 그라하 샨티 의식에서 불려진다. 그는 아바브리타 목욕 및 기타 의례 행위로 달래진다고 한다. 하야시르샤 판차라트라에서는 바루나가 백조에 앉아 두 팔을 가지고 있는데—하나는 보호를 제공하고 다른 하나는 뱀 올가미를 들고 있다—수생 생물에 둘러싸여 있다고 묘사된다. 바루나는 적절한 시기에 좋은 비를 내리게 하는 신으로 숭배된다. 바루나의 거처는 만사산 정상의 서쪽 방향에 위치하며, 신성한 수키 호수(바유 푸라나에 따르면) 또는 수실라 호수(마츠야 푸라나에 따르면) 근처에 있다고 묘사된다. 이 위치는 푸스카라 섬에 있으며, 그 아래로 태양의 전차가 메루산 주위를 회전한다. 사먐마니의 자정에 태양은 바루나의 도시에서 진다고 한다. 데비 바가바타 푸라나는 그의 수도를 슈라다바티로 증명한다. 푸라나에 따르면 바루나의 천상의 정원 리투마트는 트리쿠타 산에 위치한 매우 아름다운 곳으로 묘사된다. 이 정원은 꽃나무로 장식되어 있으며, 황금 연꽃, 백합, 기타 수생 꽃들로 가득 찬 화려한 호수도 있다.
가족에 관해서, 바가바타 푸라나는 차르사니를 바루나의 사랑하는 아내이자 현자 브리구의 어머니라고 명명한다. 다른 자료들은 바루니, 가우리 또는 제야슈타를 그의 배우자로 계속해서 언급한다. 바루나의 다른 자녀로는 수셰나, 반디, 바루니, 발라, 수라, 아다르마카, 다크샤사바르니(아홉 번째 마누), 푸슈카라, 그리고 흰개미 둔덕에서 바루나의 정액으로 태어난 발미키가 있다. 비록 많이 축소되었지만, 바루나와 미트라의 베다적 짝은 지속되는데, 특히 천상의 압사라 우르바시에 대한 그들의 공유된 열렬한 사랑의 생생한 묘사에서 두드러진다. 이는 현자 아가스티야와 바시슈타가 베다 또는 라마야나 버전과 유사하게 그들의 환생한 아들들로 묘사되는 것이다. 바루나의 자손과의 연결은 바이바스바타 마누가 자손을 위해 미트라와 바루나를 불러낸 희생 제사와, 아들을 위해 바루나에게 기도하여 앞서 언급된 서약과 처벌로 이어진 하리시찬드라의 이야기에서 더욱 강조된다.
바루나의 광범위한 신화적 역할은 신성한 은혜와 보호를 포함한다. 그는 숨겨진 보물과 관련이 있으며, 유디슈티라의 마하바라타에서의 라자수야 희생의 표준이었던 라자수야 희생을 수행했다. 그의 선물로는 프리투 왕의 대관식을 위한 물을 뿌리는 흰 우산, 리치카 현자가 사티아바티와 결혼하기 위한 검은 귀를 가진 천 마리의 흰 말, 발라라마를 위한 바루니 와인, 시바가 파르바티와 결혼하기 위한 나가파샤가 있으며, 여기서 바루나는 신성한 고관으로 나타난다. 바다 휘젓기 동안 바루나는 그의 수생 영역과 일치하여 중요한 역할을 계속한다. 바가바타 푸라나는 그에게 쿠샤드비파 너머의 크라우마차드비파를 우유 바다에 둘러싸인 채 보호한 공로를 돌린다. 그곳의 중심 산인 크라우마차는 바루나의 수호와 신성한 물에 의해 그 경사면이 씻겨지기 때문에 카르티케야의 무기로부터 무사하다.

## 다른 기록

### 톨카피얌
기원전 3세기 타밀어 문법서인 톨카피얌은 고대 타밀라캄의 사람들을 다섯 가지 상감 풍경 지역으로 나눈다. 쿠린지, 물라이, 파알라이, 마루탐, 네이탈이 그것이다. 각 풍경에는 다른 신들이 지정되어 있다. 네이탈은 어부와 해상 무역상들이 거주하는 해변 풍경으로 묘사되며, 바다와 비의 신인 바루난 또는 카달론이 있다. "바루나"는 타밀어에서 바다를 나타내는 물을 의미한다.

### 스리랑카 타밀족 (카라이야르 카스트)
카라이야르는 스리랑카의 타밀족 카스트로, 주로 스리랑카 북부 및 동부 해안 지역과 전 세계 타밀 디아스포라에서 발견된다.
그들은 전통적으로 어업, 해운, 해상 무역에 종사하는 해상 공동체이다. 그들은 주로 심해에서 어업을 하며, 아가미 그물과 통발 어업 방식을 사용한다. 카라이야르는 진주, 조개, 담배 등을 거래하고 인도, 미얀마, 인도네시아와 같은 해외 국가로 상품을 운송하는 등 주요 해상 무역상 및 선주였다. 해양 역사로 유명한 이 공동체는 타밀 왕의 육군 및 해군 병사로서 기여한 전사 계급으로도 명성이 높다. 그들은 아리아차크라바르티 왕조의 육군 장군 및 해군 사령관으로 주목받았다. 카라이야르는 1990년대에 스리랑카 타밀 민족주의의 강력한 대표자로 부상했다. 타밀 엘람 해방 호랑이의 핵심 지도부는 카라이야르의 부유한 기업가 계층 출신이었다.
"카라이야르"라는 단어는 타밀어 단어 karai ("해안" 또는 "물가")와 yar ("사람")에서 파생되었다. 2세기 작가 프톨레마이오스가 언급한 용어 Kareoi는 타밀어 "카라이야르"와 동일시된다. 포르투갈어 및 네덜란드어 자료에서는 이들을 "카라이야르"를 나타내는 용어인 Careas, Careaz, 또는 Carias로 언급한다.
쿠루쿨람, 바루나쿨람, 아라사쿨람은 역사적으로 카라이야르의 중요한 씨족 중 하나였다. "쿠루의 씨족"을 의미하는 쿠루쿨람은 쿠루만달람(즉, "쿠루의 영역")에서 유래했다는 것을 나타낼 수 있다. 그들은 힌두 서사시 마하바라타에 언급된 쿠루 왕국에서 유래했다는 신화적 기원을 가지고 있다. 일부 학자들은 쿠루쿨람이 타밀어로 목성을 의미하는 쿠루에서 유래했다고 주장한다. "바루나의 씨족"을 의미하는 바루나쿨람은 그들의 해상 기원을 나타낸다. 바루나는 베다 문학뿐만 아니라 상감 문학에서도 네이탈 풍경(즉, 연안대)의 주요 신으로 언급되는 바다와 비의 신이다. 아라사쿨람은 "왕의 씨족"을 의미한다. 그들은 씨족신인 바다의 신 바루나의 탈것인 마카라를 문장으로 사용했으며, 이는 그들의 깃발에도 나타났다.

### 신드 힌두인

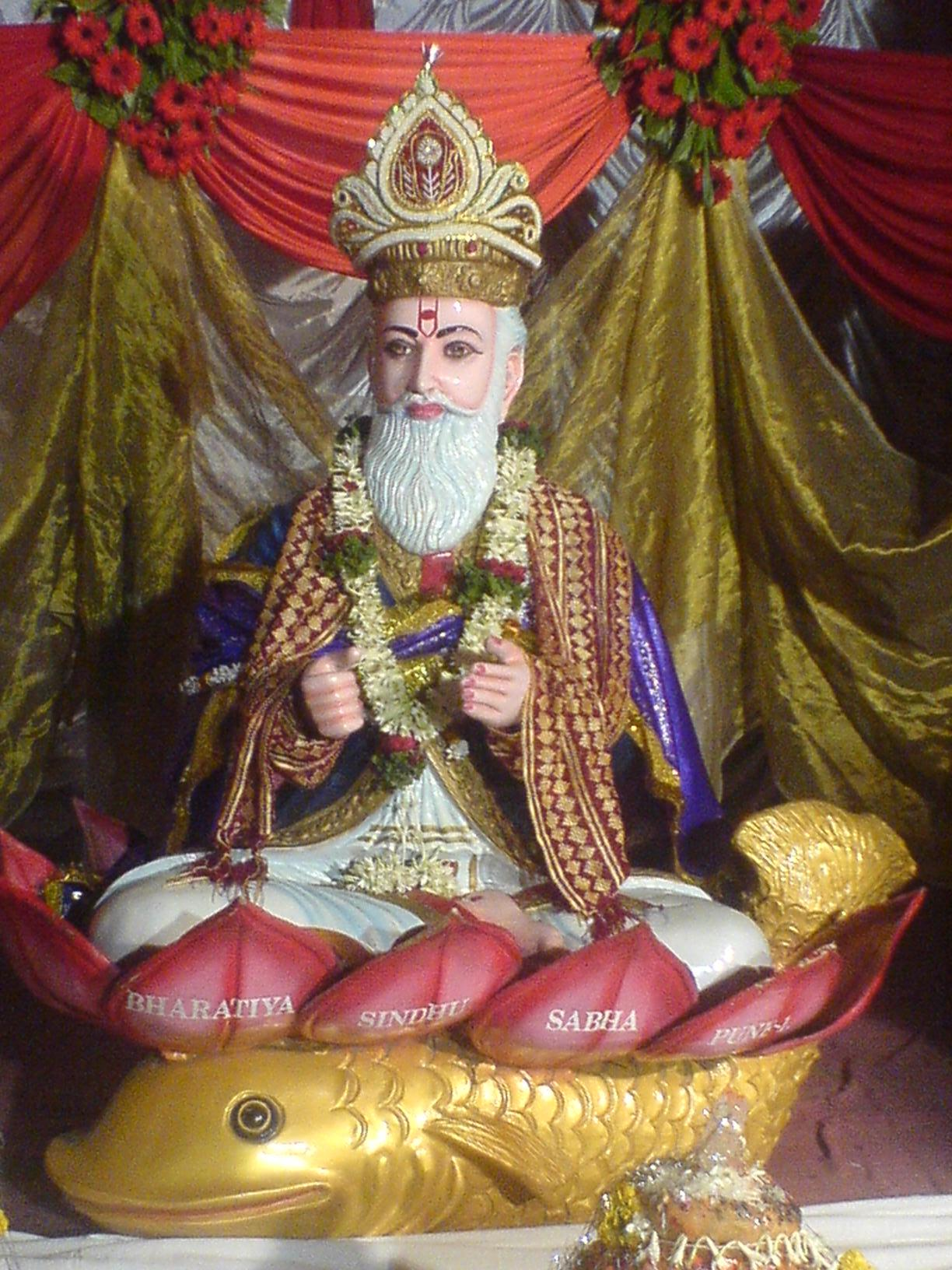
줄렐랄은 신드인 힌두교도들에게 바루나의 화신으로 여겨진다.

신드 힌두교도들은 줄렐랄이 바루나의 화신이라고 믿는다. 그들은 그의 영광을 기리는 체티 찬드 축제를 기념한다. 이 축제는 봄과 수확의 시작을 알리지만, 신드 공동체에서는 폭군적인 무슬림 통치자 미르크샤의 박해로부터 그들을 구해달라고 힌두 신 바루나에게 기도한 후 1007년에 우데로랄이 태어난 것을 기념하기도 한다. 우데로랄은 전사이자 노인으로 변모하여 미르크샤에게 무슬림과 힌두교도 모두 동등한 종교적 자유를 누릴 자격이 있다고 설교하고 꾸짖었다. 그는 줄렐랄로서 신드 사람들의 옹호자가 되었으며, 이는 두 종교 모두에서 마찬가지였다. 그의 수피 무슬림 추종자들 사이에서 줄렐랄은 "콰자 키지르" 또는 "셰이크 타히트"로 알려져 있다. 이 전설에 따르면 힌두 신드인들은 새해를 우데로랄의 생일로 기념한다.

## 축제

### 체티 찬드
힌두력 차이트라월에 열리는 체티 찬드 축제는 봄과 수확의 시작을 알리지만, 신디 힌두 공동체에서는 1007년에 우데로랄이 신화적으로 태어난 것을 기념하기도 한다. 우데로랄은 전사이자 노인으로 변모하여 미르크샤에게 무슬림과 힌두교도 모두 동등한 종교적 자유를 누릴 자격이 있다고 설교하고 꾸짖었다. 그는 줄렐랄로서 이 전설에 따르면 신디 힌두교도들의 구원자가 되었으며, 그들은 새해를 우데로랄의 생일로 기념한다.

### 찰리야 사헤브
찰리오 또는 찰리호, 찰리호 사히브라고도 불리는 이 40일간의 축제는 신드인 힌두교도들이 임박한 이슬람 개종으로부터 자신들을 구원해 준 줄렐랄에게 감사를 표하기 위해 기념하는 축제이다. 이 축제는 매년 7월에서 8월 사이에 지켜지며, 날짜는 힌두력에 따라 다르다. 이는 그들의 기도를 들어준 바루나 데바에게 감사를 드리는 축하 행사이다.

### 나랄리 푸르니마
나랄리 푸르니마는 인도 마하라슈트라주, 특히 뭄바이와 콘칸 해안 지역의 힌두 어업 공동체가 지키는 의례적인 날이다. 이 날은 7월 또는 8월경에 해당하는 힌두 샤라반 월의 보름날에 열린다. 이날 쌀, 꽃, 코코넛과 같은 공물을 바다와 물의 신인 바루나 경에게 바친다.

## 힌두교 외

### 불교

#### 상좌부 불교
상좌부 불교의 팔리어 대장경은 바루나(산스크리트어; 팔리어: Varuna)를 데바들의 왕이자 사크라, 파자파티, 이사나의 동반자로 인정한다. 아수라와의 전투에서, 타바팀사의 데바들은 모든 두려움을 없애기 위해 바루나의 깃발을 바라보도록 요청받았다(S.i.219).
테비야 숫타는 그를 인드라, 소마, 이사나, 파자파티, 야마, 마히디와 함께 브라만들이 부르는 신들 중 하나로 언급한다.
아타나티야 숫타는 그를 야크샤 우두머리들 중 하나로 나열한다.
붓다고사는 바루나가 사카와 동등한 나이와 영광(vanna)을 가지고 있으며, 데바들의 회의에서 세 번째 자리를 차지한다고 말한다(SA.i.262).

#### 대승 불교

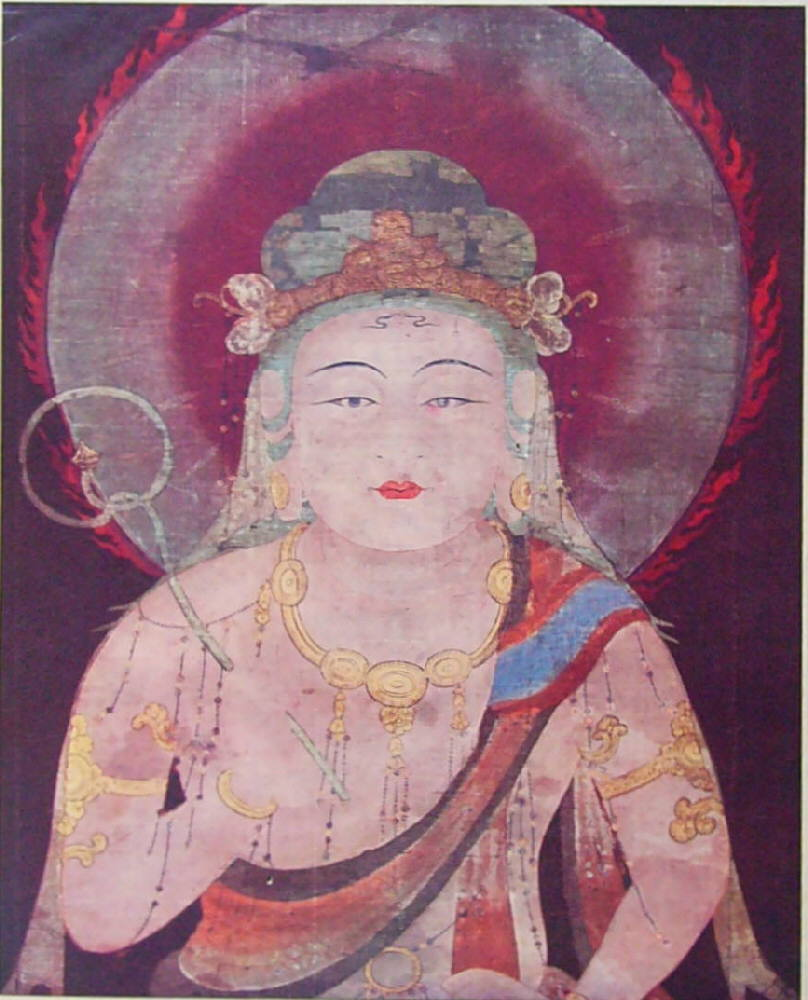
바루나의 그림 (교토시, 일본)

동아시아 불교에서 바루나는 다르마팔라이며 종종 십이천 중 하나로 분류된다 (일본어: 주니텐, 十二天). 그는 서쪽 방향을 주재한다.
일본에서는 그를 "수이텐" (水天 lit. "물의 천")이라고 부른다. 그는 다이샤쿠텐(사크라/인드라), 후텐(바유), 엔마텐(야마), 라세츠텐(니르리티/라크샤사), 이샤나텐(이사나), 비샤몬텐(다문천왕/쿠베라), 카텐(아그니), 본텐(브라흐마), 지텐(프리트비), 닛텐(수리야/아디트야), 갓텐(찬드라)을 포함한 다른 11명의 데바와 함께 포함된다.

### 신토

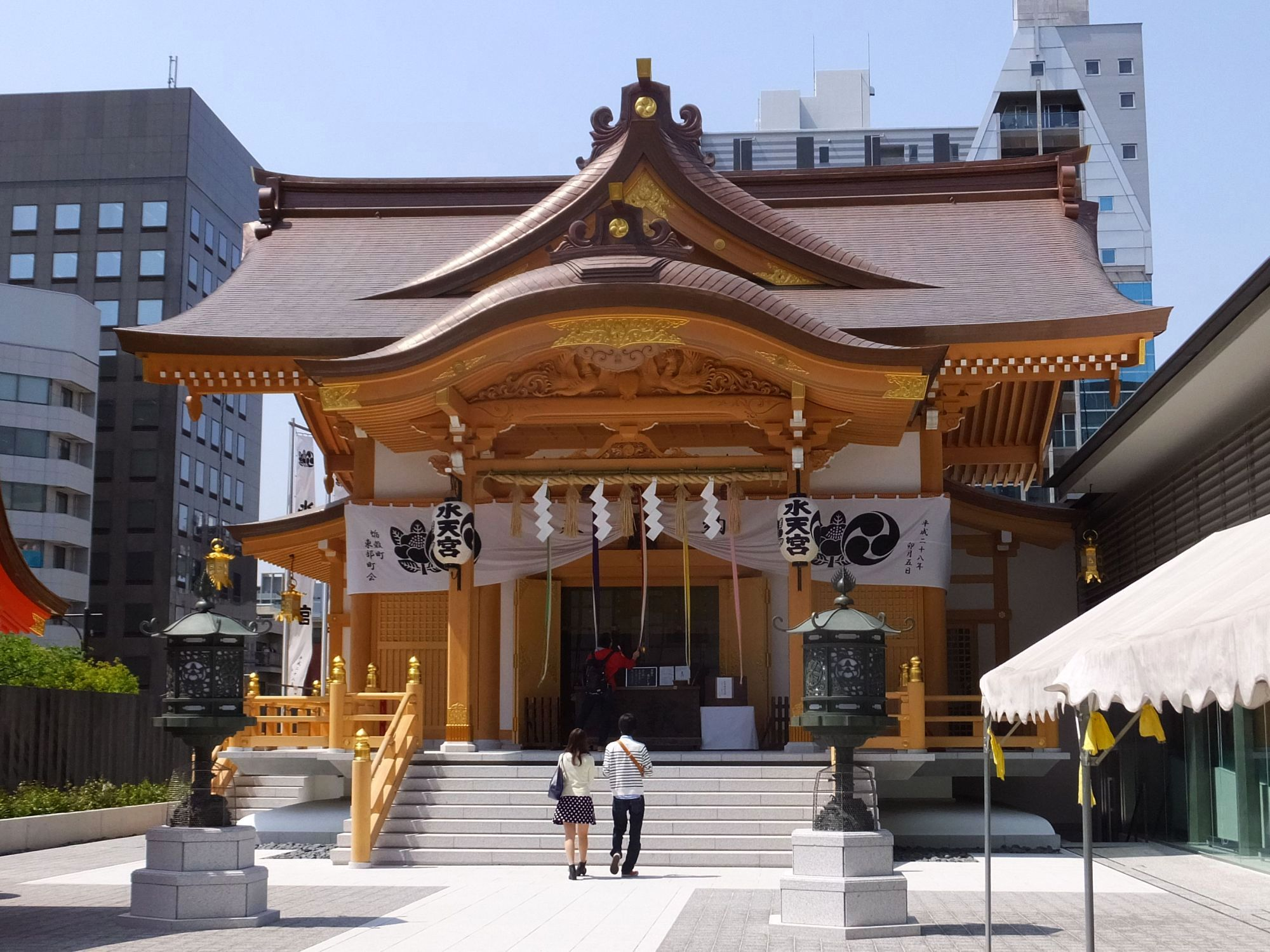
도쿄의 스이텐구는 바루나를 모시는 신토 신사이다.

바루나는 일본의 신토 종교에서도 숭배된다. 그에게 헌정된 신토 신사 중 하나는 도쿄의 스이텐구("수이텐의 궁궐")이다. 일본 천황이 메이지 유신의 일환으로 신토와 불교의 관습 분리인 신불분리를 발표한 후, 바루나/스이텐은 일본의 최고신인 아메노미나카누시와 동일시되었다.

## 같이 보기
- 아디트야
- 아팜 나파트
- 아수라 (불교)
- 디크팔라
- 힌두교의 신
- 미트라
- 미트라-바루나
- 리그베다 신들
- 슈크라
- 왕과 신

### 참조주
1. ↑  George Michell (1977). 《The Hindu Temple: An Introduction to Its Meaning and Forms》. University of Chicago Press. 4, 44–45 with Figure 15쪽. ISBN 978-0-226-53230-1.
2. ↑  “Planetary Linguistics”. 2007년 12월 17일. 2007년 12월 17일에 원본 문서에서 보존된 문서. 2025년 1월 28일에 확인함.
3. 1 2 3 4 5 6 7 8 9 10  Mani, Vettam (1975). 《Puranic encyclopaedia : a comprehensive dictionary with special reference to the epic and Puranic literature》. Robarts – University of Toronto. Delhi : Motilal Banarsidass. ISBN 978-0-8426-0822-0.
4. ↑  G.V.Tagare (1958). 《Brahmanda Purana – English Translation – Part 3 of 5》. 794쪽.
5. ↑  www.wisdomlib.org (2017년 10월 9일). “Stuta, Stutā: 5 definitions”. 《www.wisdomlib.org》. 2020년 1월 15일에 확인함.
6. ↑  "Varuna". 랜덤 하우스 웹스터즈 사전.
7. 1 2 3  George Mason Williams (2003). 《Handbook of Hindu Mythology》. ABC-CLIO. 294쪽. ISBN 978-1-57607-106-9.
8. 1 2  James G. Lochtefeld (2002). 《The Illustrated Encyclopedia of Hinduism: N-Z》. The Rosen Publishing Group. 741쪽. ISBN 978-0-8239-3180-4.
9. ↑  Dalal, Roshen (2010). 《Hinduism: An Alphabetical Guide》. Penguin Books India. ISBN 9780143414216.
10. ↑  Bauer, Susan Wise (2007). 《The History of the Ancient World: From the Earliest Accounts to the Fall of Rome》 1판. New York: W. W. Norton. 265쪽. ISBN 978-0-393-05974-8.
11. 1 2 3 4  Adrian Snodgrass (1992). 《The Symbolism of the Stupa》. Motilal Banarsidass. 120–122 with footnotes쪽. ISBN 978-81-208-0781-5.
12. 1 2 3  《Journal of Tamil Studies》 (영어). International Institute of Tamil Studies. 1969. 131쪽.
13. ↑  Sehdev Kumar (2001). 《A Thousand Petalled Lotus: Jain Temples of Rajasthan : Architecture & Iconography》. Abhinav Publications. 18쪽. ISBN 978-81-7017-348-9.
14. ↑  Kristi L. Wiley (2009). 《The A to Z of Jainism》. Scarecrow. 248쪽. ISBN 978-0-8108-6821-2.
15. ↑  Dumézil, Ouranós-Váruna: Étude de mythologie comparée indo-européenne (Paris:Maisonneuve 1932).
16. ↑  Georges Dumézil, Ouranos-Varuna – Essai de mythologie comparée indo-européenne (Paris: G.-P. Maisonneuve, 1934).
17. ↑  만프레트 마이르호퍼, Etymologisches Wörterbuch des Altindoarischen, vol. 2, s.v. "Vsáruṇa" (Heidelberg: Carl Winter, 1996), 515–6.
에드가 C. 폴로메, "Binder-god", in 인도유럽 문화 백과사전 (London–Chicago: Fitzroy Dearborn, 1997), 65.
18. 1 2  Mariasusai Dhavamony (1982). 《Classical Hinduism》. Gregorian. 167–168 with footnotes쪽. ISBN 978-88-7652-482-0.
19. 1 2 3 4 5 6 7 8 9  Chaudhuri, Dr Usha (1978). 〈Varuṇa in the Ṛgveda〉. 《Indra And Varuna In Indian Mythology》 (영어). Nag Publishers. 33–49쪽. ISBN 978-81-7081-034-6.
20. ↑  Bauer, Susan Wise (2007). 《The History of the Ancient World: From the Earliest Accounts to the Fall of Rome》 1판. New York: W. W. Norton. 265쪽. ISBN 978-0-393-05974-8.
21. ↑  “The Hymns of the Rigveda”. E.J. Lazarus & co. 1897.
22. ↑  Hermann Oldenberg (1988). 《The Religion of the Veda》. Motilal Banarsidass. 104쪽. ISBN 978-81-208-0392-3.
23. ↑  Chaudhuri, Dr Usha (1978). 〈Varuṇa in the Ṛgveda〉. 《Indra And Varuna In Indian Mythology》 (영어). Nag Publishers. 33–49쪽. ISBN 978-81-7081-034-6.
24. ↑  John Gwyn Griffiths (1991). 《The Divine Verdict: A Study of Divine Judgement in the Ancient Religions》. BRILL. 132–133쪽. ISBN 90-04-09231-5.
25. ↑  Hermann Oldenberg (1988). 《The Religion of the Veda》. Motilal Banarsidass. 95–98쪽. ISBN 978-81-208-0392-3.
26. ↑  David Leeming (2005). 《The Oxford Companion to World Mythology》. Oxford University Press. 200쪽. ISBN 978-0-19-028888-4.
27. ↑  F. B. J. Kuiper (1975), The Basic Concept of Vedic Religion, History of Religions, Vol. 15, No. 2 (Nov., 1975), pp. 107–120
28. 1 2  MacDonell, Arthur Anthony (1917). 《A Vedic Reader》. Oxford University Press. 78–83, 118–119, 134쪽.
29. ↑  Goodman, Hananya (2012년 2월 1일). 《Between Jerusalem and Benares: Comparative studies in Judaism and Hinduism》. State University of New York Press. ISBN 978-1-4384-0437-0.
30. 1 2  Samuel L. Macey (2010). 《Patriarchs of Time》. University of Georgia Press. 2–3, 165쪽. ISBN 978-0-8203-3797-5.
31. 1 2  Doris Srinivasan (1997). 《Many Heads, Arms, and Eyes: Origin, Meaning, and Form of Multiplicity in Indian Art》. BRILL Academic. 48–49쪽. ISBN 90-04-10758-4.
32. ↑  J. P. 맬러리; D. Q. 애덤스 (2006). 《The Oxford Introduction to Proto-Indo-European and the Proto-Indo-European World》. Oxford University Press. 430–432쪽. ISBN 978-0-19-928791-8.
33. ↑  Srinivasan, Doris (1978). 《The Religious Significance of Divine Multiple Body Parts in the Atharva Veda》. 《Numen》 25 (Brill Academic Publishers). 198–200, context: 193–225쪽. doi:10.1163/156852778x00245.
34. 1 2 3  Chaudhuri, Dr Usha (1978). 〈Varuṇa in the Yajuraveda, Samadeva〉. 《Indra And Varuna In Indian Mythology》 (영어). Nag Publishers. 49–52, 52쪽. ISBN 978-81-7081-034-6.
35. ↑  Pandey, R. (2020). 《Yajurveda》. Diamond Pocket Books (P) Limited. 48쪽. ISBN 978-81-288-2284-1. 2018년 12월 6일에 확인함.
36. 1 2 3 4 5 6 7  Chaudhuri, Dr Usha (1978). 〈Varuṇa in the Atharvaveda〉. 《Indra And Varuna In Indian Mythology》 (영어). Nag Publishers. 52–54쪽. ISBN 978-81-7081-034-6.
37. 1 2 3 4  Chaudhuri, Dr Usha (1978). 〈Varuṇa in the Brahmanas〉. 《Indra And Varuna In Indian Mythology》 (영어). Nag Publishers. 82–96쪽. ISBN 978-81-7081-034-6.
38. 1 2  Chaudhuri, Dr Usha (1978). 〈Varuṇa in the Aranyakas〉. 《Indra And Varuna In Indian Mythology》 (영어). Nag Publishers. 102쪽. ISBN 978-81-7081-034-6.
39. 1 2 3  Chaudhuri, Dr Usha (1978). 〈Varuṇa in the Upanishads〉. 《Indra And Varuna In Indian Mythology》 (영어). Nag Publishers. 114–119쪽. ISBN 978-81-7081-034-6.
40. ↑  《The Early Upanishads: Annotated Text and Translation》. Oxford University Press. 1998. 98–101쪽. ISBN 978-0-19-535242-9.
41. ↑  《The Early Upanishads: Annotated Text and Translation》. Oxford University Press. 1998. 478쪽. ISBN 978-0-19-535242-9.
42. ↑  Arthur Anthony Macdonell (1898). 《Vedic Mythology》. Motilal Banarsidass. 120–124, 30–34, 45–46쪽. ISBN 978-81-208-1113-3.
43. 1 2  Paul Deussen, Sixty Upanishads of the Veda, Volume 1, Motilal Banarsidass, ISBN 978-8120814684, pages 241-246
44. 1 2 3 4 5 6 7 8  Chaudhuri, Dr Usha (1978). 〈Varuṇa in the Mahābhārata〉. 《Indra And Varuna In Indian Mythology》 (영어). Nag Publishers. 153–163쪽. ISBN 978-81-7081-034-6.
45. ↑  www.wisdomlib.org (2020년 9월 27일). “Vishravas becomes the Protector of Wealth [Chapter 3]”. 《www.wisdomlib.org》 (영어). 2025년 4월 14일에 확인함.
46. 1 2  Ramesh Menon (2004). 《The Ramayana: A Modern Retelling of the Great Indian Epic》. Macmillan. 376–379쪽. ISBN 978-1-4668-2625-0.
47. ↑  www.wisdomlib.org (2020년 9월 27일). “The Gods assume a thousand Forms in fear of Ravana [Chapter 18]”. 《www.wisdomlib.org》 (영어). 2025년 4월 14일에 확인함.
48. ↑  www.wisdomlib.org (2020년 9월 28일). “The Cursing of the Nymph Urvashi [Chapter 56]”. 《www.wisdomlib.org》 (영어). 2025년 4월 14일에 확인함.
49. ↑  www.wisdomlib.org (2020년 9월 28일). “Ravana's Struggle with the Sons of Varuna [Chapter 23]”. 《www.wisdomlib.org》 (영어). 2025년 4월 14일에 확인함.
50. ↑  www.wisdomlib.org (2019년 11월 12일). “Ramayana: Chapter XVII”. 《www.wisdomlib.org》 (영어). 2025년 4월 14일에 확인함.
51. ↑  www.wisdomlib.org (2019년 11월 23일). “Ramayana: Chapter XLV”. 《www.wisdomlib.org》 (영어). 2025년 4월 14일에 확인함.
52. 1 2 3 4 5  Chaudhuri, Dr Usha (1978). 〈Varuṇa in the Purāṇas〉. 《Indra And Varuna In Indian Mythology》 (영어). Nag Publishers. 195–204쪽. ISBN 978-81-7081-034-6.
53. ↑  Bate, Bernard (2010년 6월 1일). 《Tamil Oratory and the Dravidian Aesthetic: Democratic Practice in South India》 (영어). Columbia University Press. 100쪽. ISBN 978-0-231-51940-3.
54. ↑  Champakalakshmi, Radha (1996). 《Trade, ideology, and urbanization: South India 300 BC to AD 1300》 (영어). Oxford University Press. 78쪽.
55. ↑  Manickam, Valliappa Subramaniam; Nadu, Academy of Tamil Scholars of Tamil (1968). 《A glimpse of Tamilology》 (영어). Academy of Tamil Scholars of Tamil Nadu. 174쪽.
56. ↑  Dravidian Linguistics Association (1990). 《International Journal of Dravidian Linguistics》 (영어). Department of Linguistics, University of Kerala. 110쪽.
57. ↑  Arunachalam, S. (1952). 《The History of the Pearl Fishery of the Tamil Coast》 (영어). Ananamalai University. 34쪽.
58. 1 2  Raghavan, M. D. (1961). 《The Karāva of Ceylon: Society and Culture》 (영어). K.V.G. De Sīlva. 5, 13, 195쪽.
59. ↑  Raghavan, M. D. (1971). 《Tamil culture in Ceylon: a general introduction》 (영어). Kalai Nilayam. 194쪽.
60. ↑  Kemper, Steven E. G. (1973). 《The Social Order of the Sinhalese Buddhist Sangha》 (영어). University of Chicago. 215쪽.
61. ↑  《Nēthrā: A Non-specialist Journal for Lively Minds》 (영어). International Centre for Ethnic Studies. 2000. 47쪽.
62. ↑  Perinbanayagam, R. S. (1982). 《The karmic theater: self, society, and astrology in Jaffna》 (영어). University of Massachusetts Press. 30쪽. ISBN 9780870233746.
63. ↑  Vriddhagirisan, V. (1995). 《Nayaks of Tanjore》 (영어). University of Annamalai. 91쪽. ISBN 9788120609969.
64. ↑  자비에 타니나가얌 (1966). 《Tamil Culture: Its Past, Its Present and Its Future With Special Reference to Ceylon》 (영어). Academy of Tamil Culture.
65. ↑  Roshen Dalal (2010). 《Hinduism: An Alphabetical Guide》. Penguin Books India. 178쪽. ISBN 978-0-14-341421-6.
66. 1 2 3 4  Mark-Anthony Falzon (2004). 《Cosmopolitan Connections: The Sindhi Diaspora, 1860–2000》. BRILL. 58–60쪽. ISBN 90-04-14008-5.
67. 1 2  P. Pratap Kumar (2014). 《Contemporary Hinduism》. Routledge. 120–124쪽. ISBN 978-1-317-54636-8.
68. 1 2 3 4 5 6  S. Ramey (2008). 《Hindu, Sufi, or Sikh: Contested Practices and Identifications of Sindhi Hindus in India and Beyond》. Palgrave Macmillan. 8, 36쪽. ISBN 978-0-230-61622-6.
69. ↑  “Jhulelal Jayanti 2021 (Cheti Chand) [Hindi]: जानिए झूलेलाल जी को विस्तार से”. 《S A NEWS》 (미국 영어). 2021년 4월 9일. 2021년 4월 14일에 확인함.
70. 1 2 3  Chaliho festival 보관됨 9월 16, 2011 - 웨이백 머신
71. 1 2 3  Sindhis celebrate Chalio festival
72. ↑  Sindhi Festivals > Chaliho 보관됨 4월 25, 2012 - 웨이백 머신
73. ↑  “Narali Purnima 2021: All hail Varuna Dev, the lord of oceans” (영어). 2021년 8월 24일에 확인함.
74. ↑  “Varuna”. 《Wisdom Library》. June 2008. 2019년 1월 26일에 확인함.
75. ↑  Twelve Heavenly Deities (Devas) 보관됨 2016-03-04 - 웨이백 머신 나라 국립 박물관, 일본
76. ↑  “juuniten 十二天”. 《JAANUS》. 2019년 1월 23일에 확인함.
77. ↑  "Tokyo Suitengu monogatari" 1985 Kodansha, ISBN 406202117X